# سیبیلا آلرامو
سیبیلا آلِرامو (به ایتالیایی: Sibilla Aleramo) ‏(۱۴ اوت ۱۸۷۶ — ۱۳ ژانویه ۱۹۶۰) نویسندهٔ فمینیست پیشگام ایتالیایی بود.

## زندگی‌نامه
آلرامو در ۱۸۷۶ میلادی در آلساندریا به دنیا آمد اما در میلان و شهری کوچک در مارکه بزرگ شد. در میلان تا پنجم ابتدایی به تحصیل پرداخت. آلرامو به عنوان دختری نوجوان در کارخانهٔ پدرش به کار می‌پرداخت و همزمان کارهای نویسندگانی چون دوما، هوگو و ماندزونی را مطالعه می‌کرد. او شاهد زندگی خالی از خوشبختی پدر و مادرش و بدرفتاری‌های پدرش بود.
آلرامو در پانزده سالگی توسط یکی از کارگران کارخانه پدرش مورد تجاوز قرار گرفت. او در سال ۱۸۹۳ با مرد متجاوز ازدواج کرد و اندکی بعد صاحب فرزند پسری شد. آلرامو که به شدت از جانب شوهرش محدود شده بود در این مدت به خواندن کارهای از ویتمن، نیچه و امرسون پرداخت.
آلرامو در سال ۱۹۰۱ شوهر و پسرش را رها کرد و به مرد شاعری که دلباخته‌اش بود پیوست. او در سال ۱۹۰۲ با مرد شاعر دیگری به نام جووانی چنا به رم رفت. چنا او را تشویق کرد که به نوشتن بپردازد. آلرامو نخستین و تحسین‌شده‌ترین رمانش را به نام یک زن در سال ۱۹۰۶ منتشر کرد. یک زن در واقع شبهه خودزندگی‌نامه‌ای فمینیستی بود. کتاب توسط نویسندگان و منتقدان برجستهٔ آن زمان ستایش شد.

## یادداشت
1. ↑  Una donna